# 樊尚·德弗拉纳
樊尚·德弗拉纳（法語：Vincent Defrasne，1977年3月9日—），法国男子冬季两项运动员。他曾代表法国参加2002年、2006年和2010年冬季奥林匹克运动会冬季两项比赛，共获得一枚金牌和二枚铜牌。